# Hans Roth (Turner)
Hans Roth (* 17. März 1890 in Floridsdorf, Österreich-Ungarn; † unbekannt) war ein deutscher Kunstturner.

## Biografie
Hans Roth nahm an den Olympischen Sommerspielen 1912 in Stockholm teil. Mit der deutschen Mannschaft, die ausschließlich aus Turnern des Allgemeinen Akademischen Turnerbund Leipzig bestand, belegte er im Freien System den vierten und im Mannschaftsmehrkampf den fünften Platz.
Roth studierte Medizin.

## Publikation
- Hans Roth: Die Plasmazellen in den Hirnhäuten und der Hirnrinde bei progressiver Paralyse. Leipzig 1915 (Dissertation)